# Tigrioides euschia
Tigrioides euschia là một loài bướm đêm thuộc phân họ Arctiinae, họ Erebidae.